# ويندي دي بيرغر
مارغريتا ويندي ويدمان لاغارد دي بيرغر (بالإنجليزية: Margarita Wendy Widmann Lagarde de Berger)‏ من مواليد 11 أغسطس 1946. هي طبيبة نفسانية غواتيمالية والسيدة الأولى السابقة لغواتيمالا وزوجة الرئيس السابق لغواتيمالا أوسكار بيرغر. درست علم الاجتماع في جامعة ترينيتي واشنطن في واشنطن العاصمة.
تولت ويندي إدارة أمانة الخدمات الاجتماعية في عهد رئاسة زوجها (SOSEP). وتعاونت أيضًا مع منظمة المساعدات الدولية الخيرية ومقرها دالاس لتوفير مواقد آمنة وصحية للنساء الغواتيماليات الفقيرات.
قادها اهتمامها بالعلوم الإنسانية إلى دراسة علم الاجتماع في جامعة ترينيتي واشنطن في مقاطعة كولومبيا، عاصمة الولايات المتحدة.